# Primeira Coligação
A Primeira Coligação, também chamada de Primeira Coalizão, foi um esforço conjunto de diversas monarquias europeias contra a França revolucionária. A República Francesa formalmente declarou guerra contra a monarquia de Habsburgo em 20 de abril de 1792. A Prússia aliou-se aos austríacos algumas semanas mais tarde.
Estas potências lançaram uma série de campanhas militares de invasão ao território francês por terra e mar, com os prussianos e a Áustria atacando pelos Países Baixos Austríacos e pelo rio Reno, enquanto o Reino Unido apoiava as revoltas na França provincial e também lançava um cerco contra a cidade de Toulon.
A França sofreu diversos revéses nos campos de batalha inicialmente, enquanto lidava com problemas internos com os contra-revolucionários (Guerra da Vendeia) e respondeu então com medidas extremas: o Comitê de Salvação Pública foi formado em 6 de abril de 1793 e o levée en masse foi invocado (agosto de 1793), convocando assim todos os homens entre idade de 18 e 25 anos para a luta. O novo exército francês então contra-atacou, repeliu os invasores e lançou ofensivas além de seus territórios. Na então fronteira austríaca, na região central da Alemanha, a França estabeleceu diversos estados satélites, como a República Batava.
Em 1796, ao norte dos Alpes, Carlos, Duque de Teschen tentou corrigir a situação na Itália e mudar a guerra em seu favor, mas o general francês Napoleão Bonaparte conseguiu forçar os austríacos a uma retirada da região, o que culminaria com o tratado de Leoben e o acordo de Campo Formio (outubro de 1797). A primeira coligação entrou em colapso, deixando assim apenas a Inglaterra em estado formal de guerra contra a França.

## Antecedentes
A Revolução Francesa estava a tomar um caminho cada vez mais radical. As incompatibilidades crescentes entre os princípios defendidos por Luís XVI e as decisões da Assembleia Nacional Constituinte, levaram a que o rei fugisse de Paris com a sua família e alguns colaboradores, com a finalidade de procurar abrigo em local seguro onde pudesse organizar um movimento de contra-revolução. Frustrada a fuga e localizado o rei, no dia 21 de junho, em Varennes, este foi obrigado a regressar a Paris. Este incidente fez com que se tornasse mais acentuada a hostilidade popular contra a monarquia francesa e, desta forma, contra a própria família real. A ideia da abolição da monarquia e instauração de uma república ganhou mais adeptos. Houve tumultos graves e acções de repressão que agravaram ainda mais a já frágil situação da monarquia.

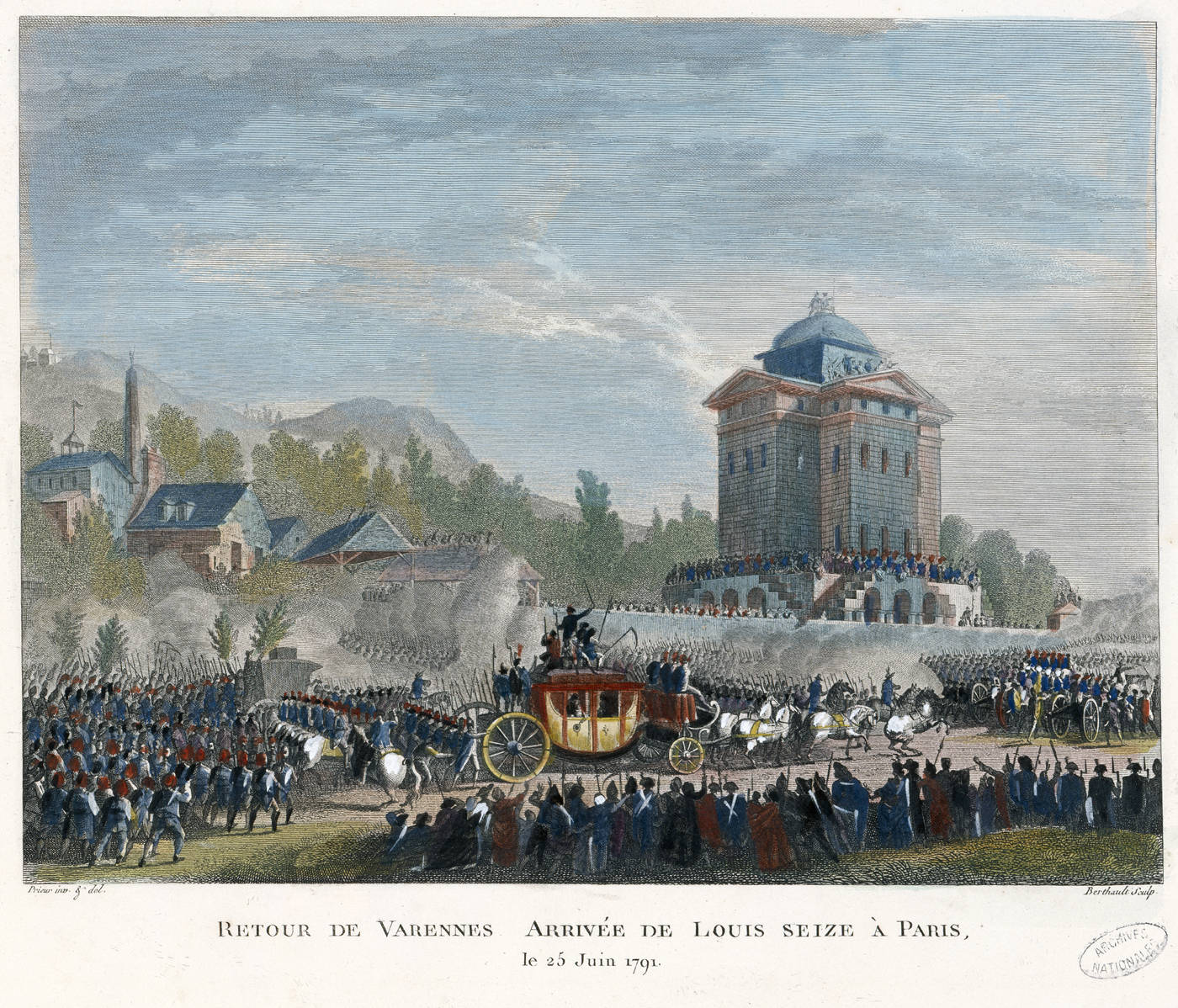
Regresso de Varennes. Chegada de Louís XVI, preso, a Paris, a 25 de junho de 1791

Após o regresso forçado de Luís XVI e Maria Antonieta a Paris, o que Leopoldo II considerou ser uma situação de prisão da família real, o imperador propôs uma aliança entre várias potências europeias contra a Revolução Francesa. O Imperador Leopold II da Áustria, irmão de Maria Antonieta, deu vários passos no sentido de organizar uma coligação de potências europeias, a que se juntaria um corpo militar de emigrées, destinada a invadir a França e pôr fim à Revolução. Para este efeito foi enviada a Circular de Pádua, de 6 de Julho de 1791. Com esta circular, Leopoldo II propunha aos reis de Espanha, Grã-Bretanha, Prússia, Nápoles e Sardenha, assim como à imperatriz da Rússia, uma reunião destinada definir as medidas necessárias para restaurar a liberdade e honra de Luís XVI e sua família e limitar os extremismos perigosos da Revolução Francesa. Acrescentava ainda um projecto de declaração comum em que o texto era uma manifestação da vontade de as potências destinatárias da circular exigirem a restauração dos poderes de Luís XVI. Espanha, Nápoles e Sardenha apoiaram a declaração mas os soberanos da Prússia e da Rússia mantiveram-se afastados, sem no entanto a recusar, pois estavam mais preocupados com a partilha da Polónia. A Grã-Bretanha recusou claramente envolver-se.
Em agosto de 1791, Leopoldo II e o rei da Prússia, Frederico Guilherme II, reuniram-se no castelo de Pillnitz, na Alemanha, para discutir, entre outros assuntos, as questões apresentadas na Circular de Pádua. Nesta reunião estiveram também presentes o eleitor da Saxónia e o conde de Artois, irmão de Luís XVI, líder dos nobres emigrées. Este aproveitou a ocasião para pressionar os soberanos no sentido de agirem em apoio ao rei de França. Foi então redigida uma declaração - a Declaração de Pillnitz de 27 de agosto de 1791 - em que os signatários reconheciam que a restauração da ordem em França era um assunto de todos os soberanos europeus e, assim, convidavam as potências a unirem-se para apoiarem Luís XVI a estabelecer um sistema monárquico compatível com os direitos dos soberanos e com o bem-estar da Nação Francesa. A declaração mencionava ainda que as potências que concordassem com esta política deviam tomar de imediato medidas para implementá-la.

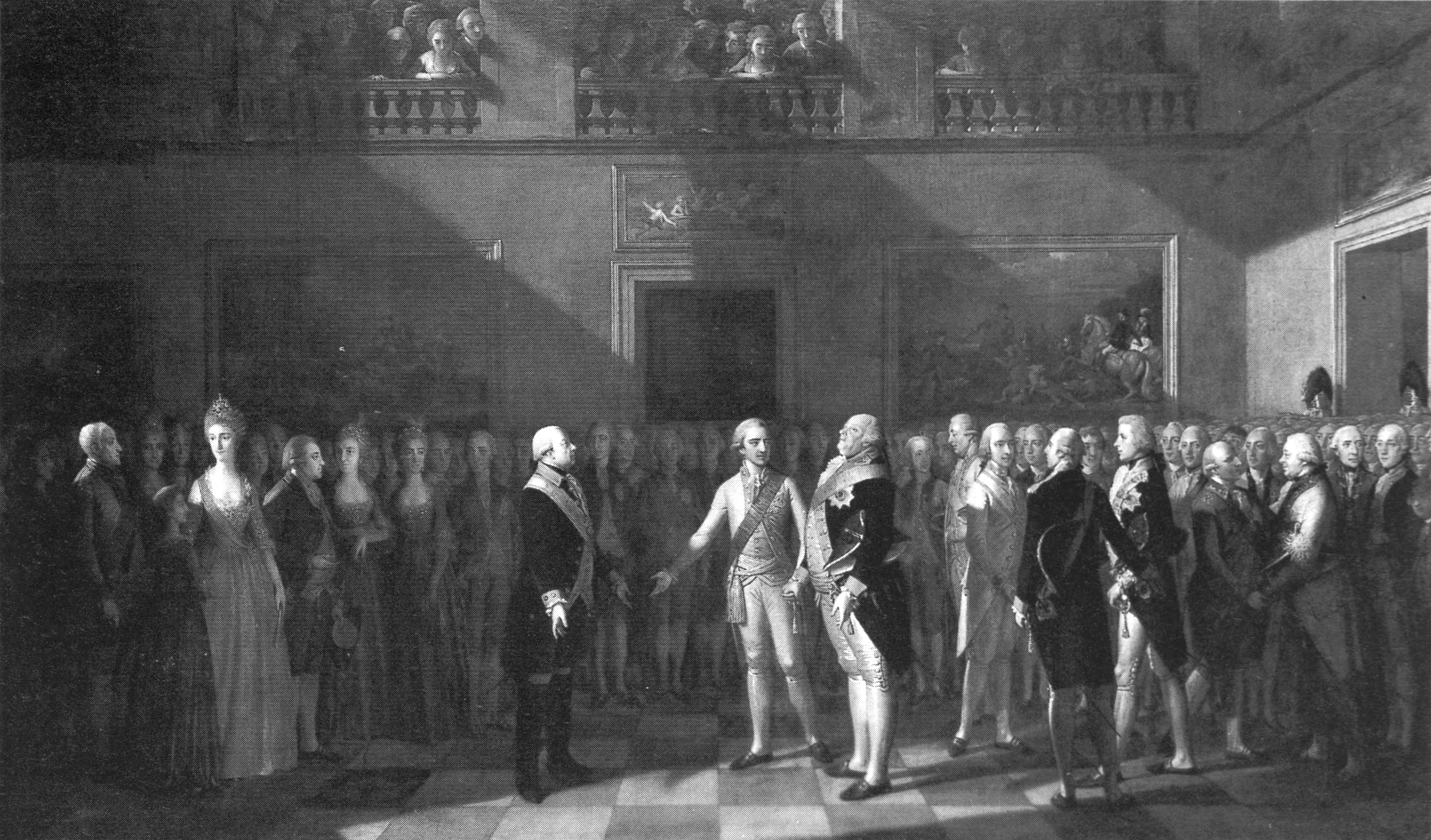
Encontro entre os soberanos da Saxónia, da Prússia e da Áustria, em 1791, no castelo de Pillnitz. Gravura a preto e branco de uma pintura a óleo de Johann Heirich Schmdt (1794-1829), datada de 1791. A partir da esquerda: alemão Imperador Leopoldo II, da direita, o rei da Prússia, Frederico Guilherme II, frente: Rei da Saxônia Frederico Augusto I

Na realidade, não se tratava apenas de salvaguardar a pessoa do rei ou o regime. Após uma fase inicial em que a revolução mereceu alguma simpatia de muitos sectores nas próprias monarquias absolutistas, até algum entusiasmo da parte dos correspondentes diplomáticos, seguiu-se uma fase de desilusão e temor sobre a expansão das ideias revolucionárias (desde janeiro de 1790). "O horror, o delírio e a anarquia passam a ser os traços fortes da imagem da Revolução, ...". Estes receios acentuavam-se onde existiam mais entusiastas da Revolução, onde a opinião pública não era em geral contrária aos Franceses.
Em França, a declaração de Pillnitz foi encarada como uma declaração de guerra e começaram a ser tomadas medidas nesse sentido. Mas os apelos do imperador austríaco e do rei da Prússia não tiveram respostas favoráveis das principais potências. A Grã-Bretanha não pretendia que a França fosse de tal forma enfraquecida que daí resultasse a hegemonia austríaca. A Rússia estava mais preocupada com a partilha da Polónia e não pretendia fazer concessões aos Austríacos.

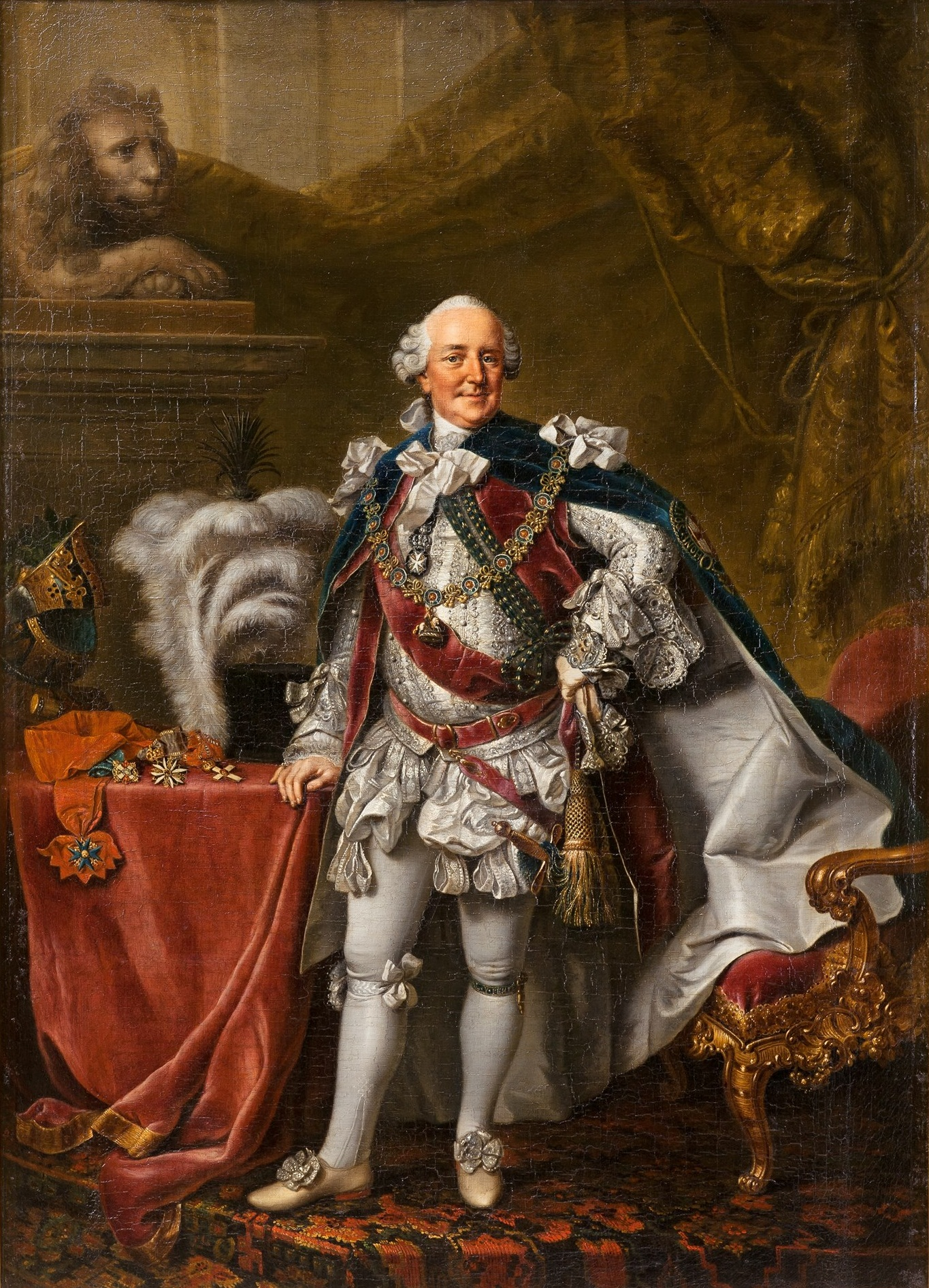
Retrato do Duque Fernando de Brunswick-Wolfenbüttel (1721–1792), Marechal de Campo da Prússia.

Em Setembro foi aprovada a Constituição francesa e, no dia 1 de outubro, realizou-se a primeira reunião da Assembleia Legislativa. Os atritos entre Luís XVI e a Assembleia começaram logo de seguida. Luís XVI vetou decisões da Assembleia o que fez aumentar o mal-estar entre esta e o rei e, por conseguinte, com o povo de Paris em geral. Os emigrées continuavam a incitar as cortes europeias a intervir contra a Revolução. Em França, os partidários do rei defendiam a guerra como um meio para restaurar o anterior regime pois, para Luís XVI, apenas seria possível readquirir o seu anterior poder se os exércitos franceses, desorganizados pelos acontecimentos da Revolução, fossem derrotados pelas forças das potências que se opunham à França. Por seu lado, os Girondinos, que pretendiam levar a revolução aos outros povos, esperavam que a guerra unisse a nação à sua causa. Os Jacobinos contavam que a guerra poria a descoberto um acordo secreto entre Luís XVI e os soberanos estrangeiros, nomeadamente o seu sogro Leopoldo II, para Luís XVI.
Em dezembro de 1791, os preparativos para a guerra eram já visíveis embora não houvesse qualquer declaração nesse sentido. Ao longo da fronteira com os Países Baixos Austríacos e com os Estados Alemães começaram a ser colocadas as forças pertencentes a três exércitos franceses: Exército do Norte, Exército do Centro e Exército do Reno. Estes foram os três primeiros exércitos organizados pela Revolução Francesa. A guerra teve início por iniciativa francesa. Na Primavera de 1792, o Comité Executivo da Assembleia Legislativa, dominado pelos Girondinos, adoptou uma atitude mais agressiva relativamente à Áustria. Justificavam esta atitude com a necessidade de a França se antecipar a uma invasão do seu território mas também pela vontade de levar a Revolução ao resto da Europa. A declaração de guerra teria de ser feita nos termos da Constituição. Assim, teria de ser o rei a declarar guerra, o que aconteceu a 20 de abril de 1792, sob o pretexto de o Imperador Francisco II do Sacro Império Romano Germânico se recusar a dispersar os grupos de emigrées, ameaçadores para a França. Foi decidido declarar a guerra ao rei da Boémia e da Hungria e não ao imperador, embora se tratasse da mesma pessoa. Desta forma, esperava-se manter fora do conflito muitas das numerosas unidades políticas alemãs onde existia um número considerável de simpatizantes da Revolução.
A França não se encontrava preparada para a guerra. Os recursos financeiros eram escassos, o seu exército encontrava-se num estado caótico e a população estava extremamente agitada. Ao apelo feito para a incorporação de voluntários para o exército, no dia 11 de julho de 1792, respondeu um elevado número de cidadãos, voluntários entusiasmados mas sem disciplina e sem tempo para adquirirem a necessária preparação militar. A 26 desse mesmo mês, a Prússia declarava guerra à França. Com estas declarações de guerra iniciavam-se as Guerras Revolucionárias Francesas que opuseram a França a quase todas as potências europeias.

## A formação da Coligação

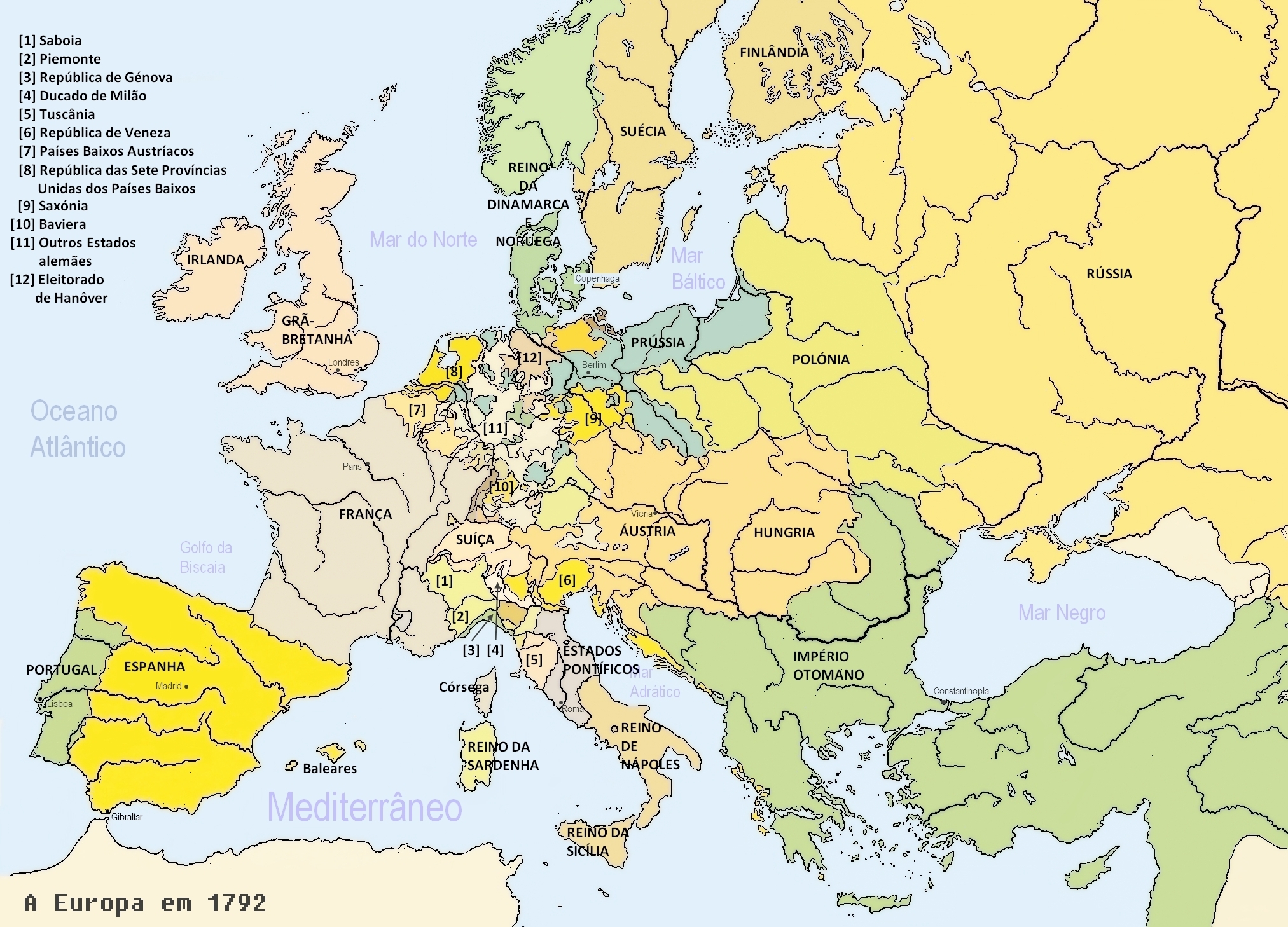
Mapa da Europa com representação das principais formações políticas existentes em 1792

O Arquiducado da Áustria e a Prússia foram as primeiras potências a estabelecerem um pacto contra a França revolucionária. As duas potências europeias, cujos soberanos subscreveram a Declaração de Pillnitz, estabeleceram uma aliança no dia 7 de fevereiro de 1792. Em parte, esta aliança respondia aos apelos dos emigrées. No entanto, a intenção daqueles soberanos não era, de forma nenhuma, desinteressada. Antes da Declaração de Pillnitz, Leopoldo II e Frederico Guilherme da Prússia tinham esboçado um plano de partilhas: a Áustria ocuparia a Alsácia e a Lorena; a Prússia teria direito à sua parte na partilha da Polónia. No Verão desse ano, quando se iniciaram as operações de invasão do território francês, o Reino da Sardenha também declarou guerra à França.
Após a execução de Luís XVI, no dia 21 de janeiro de 1793, a Grã-Bretanha, as Províncias Unidas e a Espanha retiraram os seus embaixadores de Paris. O rei de Espanha tinha oferecido exílio a Luís XVI com a garantia de não lhe permitir a interferência nos assuntos internos de França e o seu embaixador tinha pago grandes quantias em subornos sem que, no entanto, obtivesse sucesso nas suas diligências. Em consequência da retirada dos embaixadores, a Convenção declarou guerra àquelas três potências.
A França declarou guerra à Grã-Bretanha e às Províncias Unidas no dia 1 de fevereiro de 1793. A Grã-Bretanha sempre pretendeu manter-se afastada do conflito terrestre no continente europeu. A sua política era a de assegurar a manutenção do equilíbrio para que nenhum Estado ficasse em condições de dominar a Europa. Mas tinha também objectivos económicos, como afirma Jean Baptiste Duroselle (p. 379): "No que diz respeito à Inglaterra, ela entrou na guerra porque quando os Franceses dominaram a Bélgica, a Convenção Nacional decidiu fazer o que os Espanhóis tinham renunciado desde 1609: reabrir o porto de Antuérpia. Os Ingleses consideravam que só com o encerramento de Antuérpia seria possível Londres tornar-se a metrópole comercial da Europa e do mundo. Que a maior potência europeia se instalasse em Antuérpia seria para a Inglaterra um desastre económico de primeira grandeza". A razão apresentada pelos Britânicos para a entrada na guerra foi a nova invasão dos Países Baixos Austríacos e a recusa do governo jacobino em apresentar garantias relativamente aos direitos dos Estados vizinhos.
A Convenção, perante a retirada do embaixador espanhol, declarou guerra à Espanha a 18 de março. Os Britânicos, através da sua diplomacia, pressão naval e subsídios para pagar as despesas de guerra, conseguiram estabelecer uma rede de tratados bilaterais que atraíram outras potências para o conflito. Alguns Estados do Sacro Império Romano-Germânico juntaram-se à Prússia e à Áustria e negociaram convenções com Londres. Os Estados italianos tomaram a mesma atitude, com excepção de Génova e Veneza que se mantiveram neutras. A Dinamarca e a Suíça declaram também a sua neutralidade. A Suécia procurou não se comprometer e não definiu a sua posição. A Rússia cancelou o seu tratado de comércio com a França e Catarina II prometeu aos Britânicos que não faria qualquer acordo com a França nem reconheceria as suas conquistas mas apresentou condições: o silêncio britânico sobre o destino da Polónia. O Estado do Vaticano disponibilizou recursos financeiros.

## Guerra

### 1792

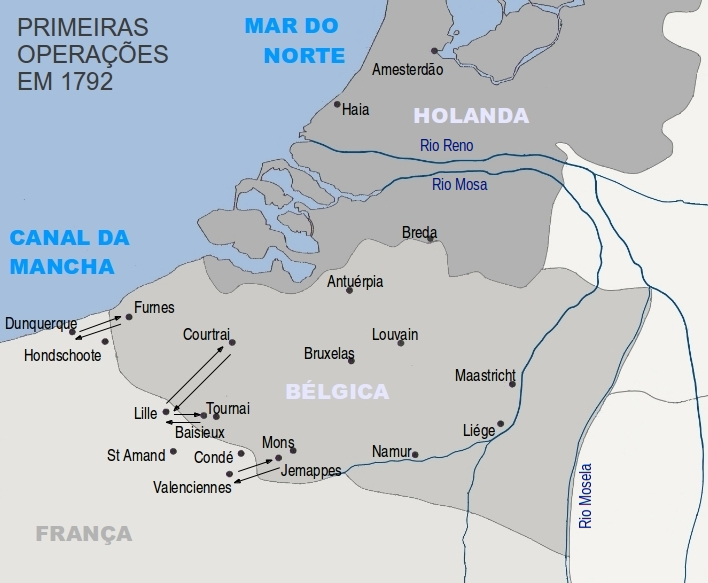
Início da guerra: primeiros movimentos militares em 1792

A França declarou guerra à Áustria a 20 de Abril de 1792 e invadiu os Países Baixos Austríacos (Bélgica) mas as suas forças foram derrotadas em Mons e Tournai. A Prússia, juntou-se à Áustria na guerra contra a França. O Piemonte entrou em seguida na guerra ao lado dos Austríacos e Prussianos. A 9 de Junho foi lançada nova ofensiva pelos Franceses mas igualmente sem sucesso. Após o fracasso da invasão dos Países Baixos Austríacos pelas tropas francesas, seguiu-se a invasão da França pelas tropas da Primeira Coligação (por enquanto, apenas a Áustria, a Prússia e o Piemonte.
Antes de iniciada a invasão de França, Charles William Ferdinand, duque de Brunswick, comandante das forças invasoras, assinou, a 25 de julho de 1792, em Koblenz — a sua base para a invasão — uma proclamação que ficou conhecida como Manifesto de Brunswick, na qual ameaçava a população de Paris, caso se registasse alguma acção contra Luís XVI ou a sua família. Esta proclamação teve o efeito contrário ao desejado e, a 10 de agosto, foi assaltado o Palácio das Tulherias obrigando o rei e a sua família a procurar refúgio na Assembleia. Daí em diante, agravou-se a situação já precária de Luís XVI que acabaria por ser executado no início de 1793.
Após alguns sucessos iniciais na conquista de praças importantes que, na verdade, ofereceram pouca ou nenhuma resistência (Longwy e Verdun), o exército invasor e o exército francês, este sob o comando do Kellerman, encontram-se em Valmy. Após este confronto que foi pouco mais que um duelo de artilharia, as forças invasoras retiram-se do território francês. Brunswick, para além da preocupação dos acontecimentos a Leste (Polónia), tinha compreendido que não dispunha de condições para ocupar um território onde existia uma população hostil e animada de fervor revolucionário. A França retomou a ofensiva, desta vez com sucesso; no final do ano, tinha conquistado a Renânia, os Países Baixos Austríacos e Saboia e tinha invadido a Alemanha.

### 1793

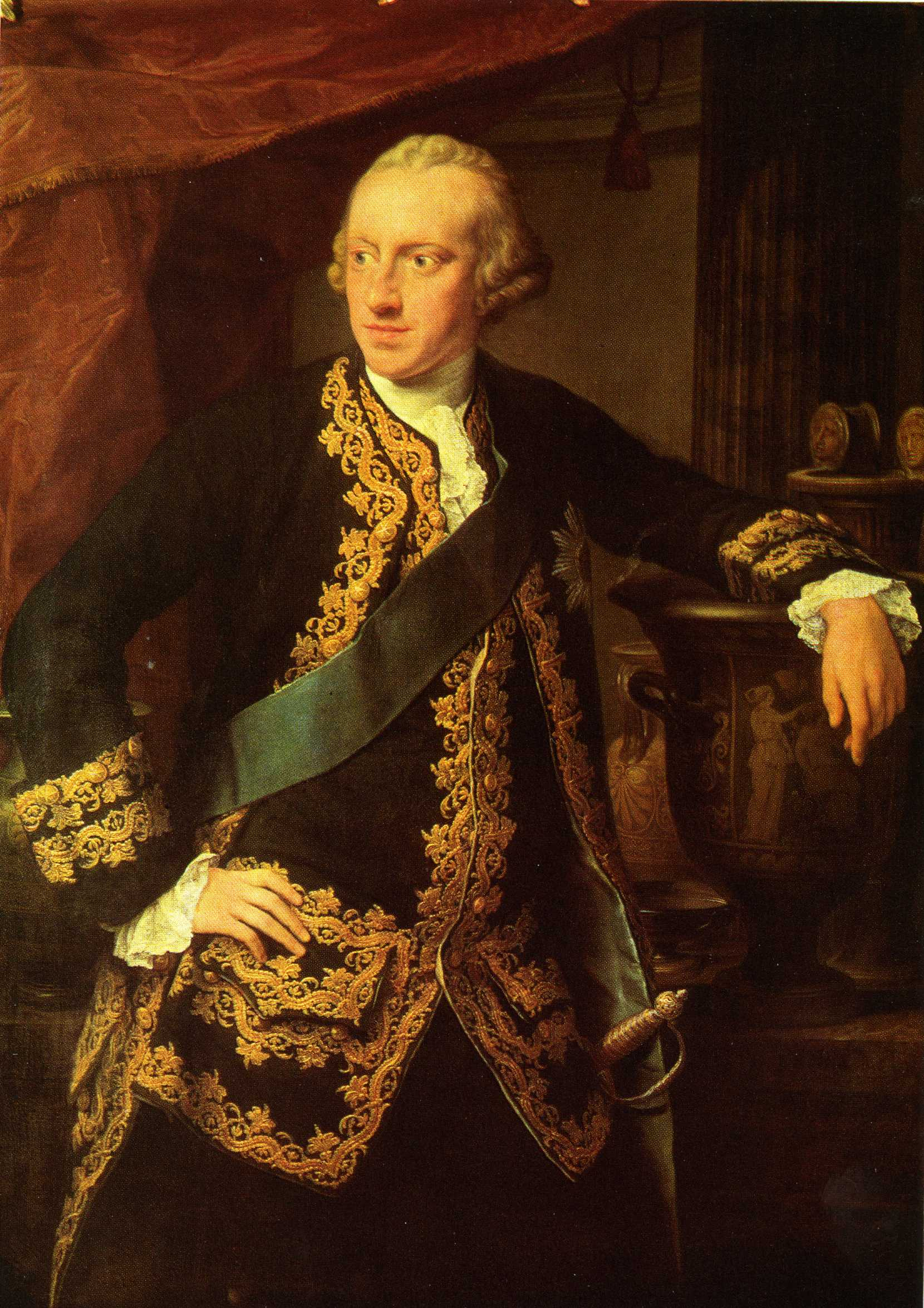
Carl Wilhelm Ferdinand de Brunswick-Wolfenbüttel, comandou as forças aliadas na invasão da França em 1792

No dia 21 de Janeiro de 1793, Luís XVI foi executado. Este acontecimento fez da guerra uma questão de vida ou de morte para a República. A Inglaterra, a Holanda e a Espanha retiraram os seus embaixadores em Paris e, em resposta, a República Francesa declarou guerra a estes Estados. Assim, abre-se uma nova frente de batalha – nos Pirenéus – e os territórios coloniais franceses começam a ser ocupados pelos Britânicos. Para agravar a situação, declara-se uma revolta interna em França, na Vendeia.
As forças da Coligação retomaram a ofensiva e os Franceses, que já tinham invadido parte da Holanda no início do ano, foram expulsos dos Países Baixos Austríacos e da Renânia. Foi necessário negociar as condições de retirada das forças na Holanda. As forças francesas encontraram-se então numa situação defensiva dentro do seu próprio território. A revolta iniciada na Vendeia atingiu outras regiões. Foi dada prioridade à repressão interna e formou-se um governo radical sob a direcção de Robespierre. Em Toulon há uma tentativa de intervenção anglo-espanhola em apoio dos revoltosos mas, no final do ano, a cidade cai em poder dos republicanos. Nos Pirenéus, as forças espanholas (com uma força portuguesa integrada) invade a França, dando início à Campanha do Rossilhão. Para enfrentar estas situações, a Convenção decreta a levée en masse.
Na Alemanha, as forças francesas do General Hoche sofreram uma derrota frente aos Prussianos sob o comando de Brunswick, em Kaiserslautern (28-30 de Novembro) mas, cerca de um mês depois, derrotam-nos em Fröschwiller (22 de Dezembro). Quatro dias depois,  derrotam os Austríacos na Alsácia, em Geisberg (26 de Dezembro). No final do ano, as forças austríacas e prussianas tinham sido  novamente empurradas para a margem direita do Reno. Nas fronteiras com a Espanha e a com a Itália a situação era inconclusiva.

### 1794

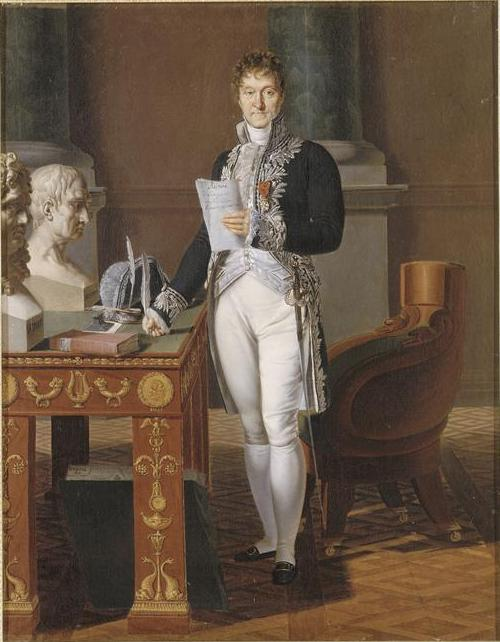
Lazare Nicolas Marguerite Carnot, conhecido como "Organizador da Vitória" das guerras revolucionárias francesas

O chefe do estado-maior austríaco, Barão Karl Mack von Leiberich apresentou um “plano de aniquilação” das forças francesas. Ao plano austríaco opunha-se o plano de Carnot. Após uma série de vitórias sobre as forças da Coligação – Courtrai (11 de Maio), Tourcoing (18 de Maio), Tournai (23 de Maio), Hooglede (17 de Junho), Fleurus (26 de Junho) - os Franceses asseguraram novamente a posse dos Países Baixos Austríacos (Bélgica). A 10 de Julho ocuparam Bruxelas e no dia 27 desse mês entraram em Antuérpia. Um exército sob o comando do General Jean-Charles Pichegru invadiu as Províncias Unidas (Holanda).
Os territórios da margem esquerda do Reno - a Renânia - também ficaram completamente na posse dos Franceses. Em Outubro, o General Jean-Baptiste Jourdan, comandante do recém criado Exército do Reno e Mosela, pôs cerco a Mogúncia. A situação na fronteira com a Itália manteve-se estacionária mas na fronteira com a Espanha os Franceses lançaram uma ofensiva, derrotaram os Espanhóis em Le Boulou (30 de Abril e 1 de Maio), invadiram e ocuparam a faixa norte da Catalunha e capturaram San Sebastián. Na frente italiana os Piemonteses foram obrigados a recuar e os Franceses aproximaram-se de Génova.
Estes sucessos franceses podem ser explicados, em parte, pela instabilidade a Leste. Em Março declarou-se uma revolta na Polónia contra a Rússia e a Prússia. Esta última potência teve, assim, uma outra fonte de preocupações e abrandou a pressão sobre os Franceses. Os Austríacos que não queriam perder terreno nesta área enviaram também tropas para a Polónia.

### 1795

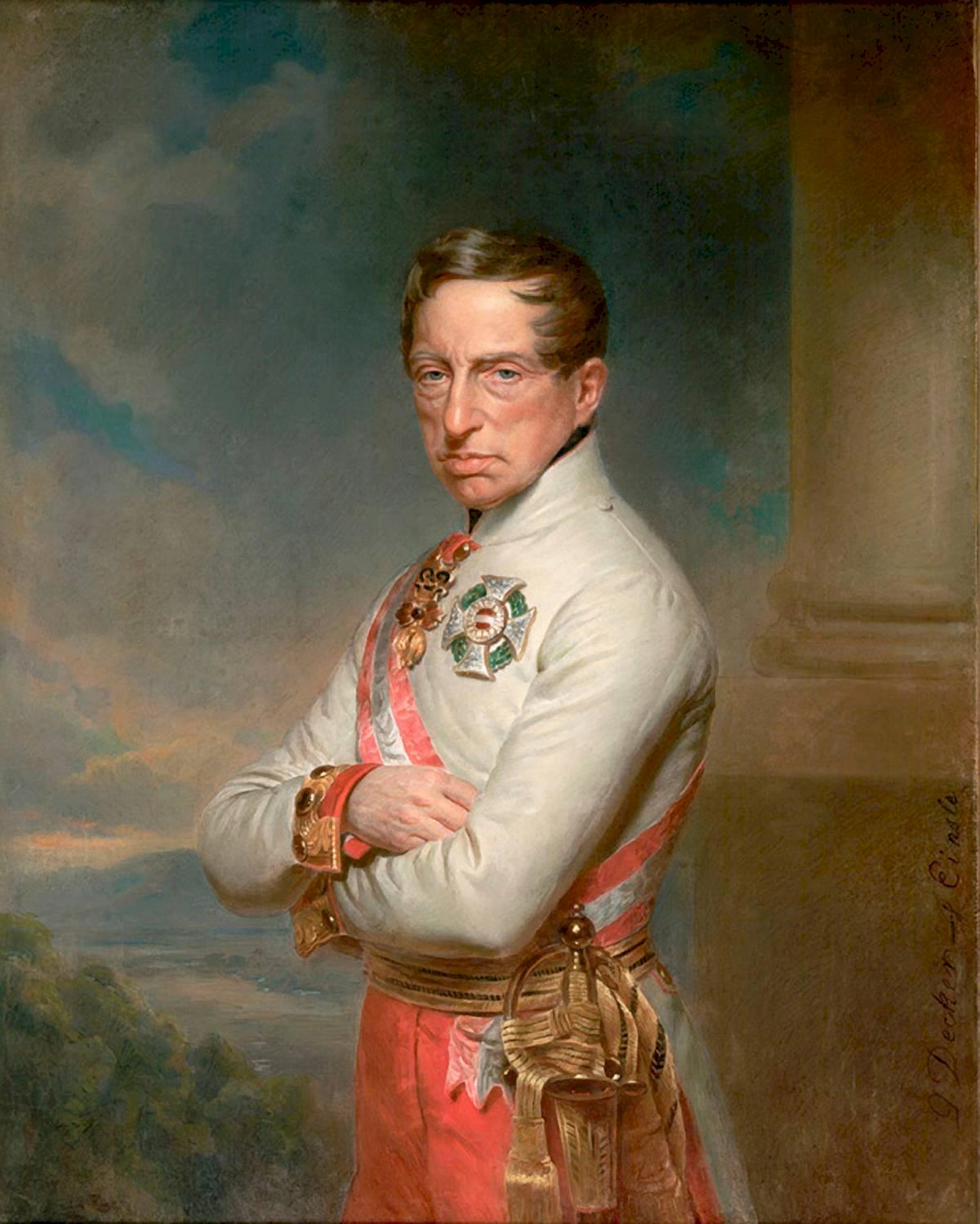
Arquiduque Carlos da Áustria. Em 1795 encontrava-se na área de operações do Reno

Em Janeiro, a França completou a conquista a Holanda e capturou toda a sua frota. No dia 19, a Holanda foi transformada na República Batava, um Estado aliado da República Francesa.
Entretanto, o desgaste provocado pelo esforço de guerra e as preocupações com a situação na Polónia levaram a Prússia a assinar o Tratado de Paz de Basileia a 5 de abril. Este foi o primeiro golpe que pôs em causa a formação da Primeira Coligação. Nesta posição, a Prússia foi seguida pela Saxónia, Hanôver e Hesse-Cassel, pequenos Estados alemães que tinham fornecido tropas à Coligação. A situação agravou-se quando, a 22 de Julho, a Espanha também assinou um Tratado de Paz em Basileia, abandonando a Coligação e estabelecendo um acordo com a França. Por esta razão, a Espanha viu o seu império na América ser ameaçado pelos Britânicos e, desta forma, juntou-se à França na guerra contra a Coligação.
Os principais inimigos da França eram agora a Áustria e a Inglaterra. Esta chegou a desembarcar em Quiberon (17 de Junho) uma força de emigrées acompanhados por tropas britânicas mas foram derrotados pelas forças da República antes do final do mês de Julho. As forças britânicas conseguiram reembarcar. Os Britânicos fizeram nova tentativa de desembarcar tropas (Novembro) em apoio de novas revoltas na Vendeia mas, sendo esta prontamente reprimida, não entraram em acção. Os Franceses, por seu lado, prepararam um desembarque na Irlanda que acabou por fracassar porque a frota de transporte foi dispersa por uma violenta tempestade.
Ao longo do Reno, as forças francesas tinham avançado em direcção a Frankfurt. Acabaram por ser repelidas pelo Arquiduque Carlos. As  forças Austríacas obrigam a levantar o cerco a Mogúncia (29 de Outubro) e recuperam muitos territórios da Renânia. No entanto, inesperadamente, a 21 de Dezembro, o Arquiduque Carlos consente num armistício. O General Pichegru deserta para o lado austríaco. Na Itália, os progressos eram lentos. A única acção de relevo foi a Batalha de Loano em que o General Massena obrigou as forças da Coligação a retirarem.

### 1796

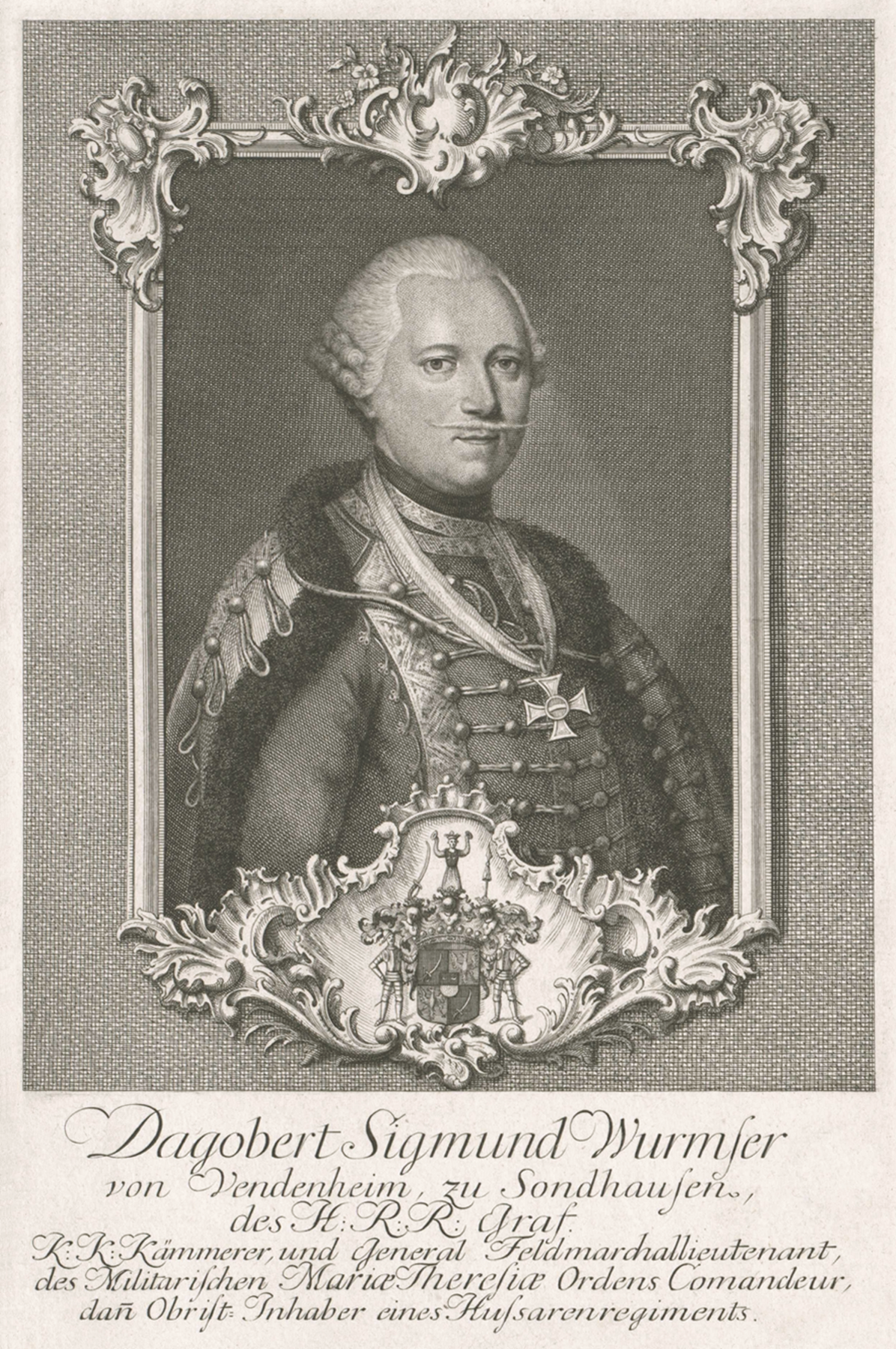
Dagobert Siegmund, Conde de Wurmser, marechal de campo austríaco, um dos opositores de Napoleão desde o Verão de 1796 até ao fim da Guerra da Primeira Coligação

Os Franceses elaboraram um plano para derrotar os Austríacos: atacariam na Itália sem outra finalidade que não fosse a de empenhar tropas austríacas que, assim não poderiam ser empregues a Norte, na Alemanha; aqui, os exércitos franceses lançariam uma ofensiva e teriam alcançariam as vitórias que decidiriam a guerra.
No dia 26 de março, Napoleão assumiu o comando do Exército de Itália, em Nice, e em abril, invadiu o Norte de Itália. A 12 de abril, na Batalha de Montenotte, iniciou uma sucessão de vitórias. Em 17 dias, Napoleão derrotou as forças austríacas e do Piemonte e conquistou a Lombardia. No dia 15 de Maio as tropas francesas entraram em Milão e o Piemonte aceitou fazer a paz com a França a 21, embora a cidadela de Milão só viesse a capitular a 29 de Junho. Após poucos dias de descanso, Napoleão retomou a ofensiva e avançou para Leste. A Batalha de Arcola, entre 15 e 17 de Novembro, foi a última acção vitoriosa dos Franceses em 1796. No entanto, Mântua, cercada pelas forças francesas desde 4 de Julho (com um intervalo entre 2 e 27 de Agosto), continuava a resistir.
Enquanto na Itália Napoleão alcançava importantes vitórias, na Alemanha as forças francesas sofriam algumas derrotas. Esta era uma situação diferente da que fora prevista no plano francês. O Exército de Itália foi, afinal, o que mais rapidamente se aproximou de Viena.
Em Outubro, a Espanha, que se tinha aliado à França após o Tratado de Basileia, declarou guerra à Inglaterra.

### 1797
Napoleão completou a conquista do Norte de Itália e avançou na Áustria. Desde o início do ano, os Austríacos lançaram várias operações com a finalidade de libertar Mântua que os Franceses continuavam a cercar. Após as vitórias dos Franceses nas batalhas de Rivoli (14-15 de Janeiro) e de Mântua (16 de Janeiro), aquela praça acabou por capitular no dia 2 de Fevereiro. Nestas operações pela posse de Mântua, os franceses capturaram 39 mil prisioneiros, 1 600 bocas de fogo de artilharia e 24 estandartes. Durante o cerco a Mântua, morreram cerca de 18 mil austríacos, a maior parte por doença.
A 10 de Março, Napoleão iniciou a invasão da Áustria. Registaram-se combates com as tropas austríacas mas não houve nenhuma batalha importante. Os Austríacos retiraram sempre perante as tropas francesas já reforçadas com novos efectivos chegados de França. No dia 6 de Abril, Napoleão atingiu Leoben, a cerca de 150 Km de Viena, e o imperador enviou emissários para discutir as condições de paz com Napoleão. No dia 18 desse mês foi assinado um tratado preliminar de paz (Paz de Leoben). A 17 de Outubro, os termos da paz impostos por Napoleão Bonaparte foram formalmente aceites no Tratado de Campoformio.

### O fim da Coligação

Napoleão Bonaparte em 1792, com 23 anos de idade. Foi a sua acção em Itália que deu o golpe final na Primeira Coligação

A forma como foi formada a Primeira Coligação mostra que era difícil encontrar uma linha de acção comum a todos os Estados participantes. A Coligação foi conseguida à custa de acordos bilaterais e não a partir de um acordo global. Os acontecimentos iriam mostrar a fragilidade desta aliança.
Desde o início, a Áustria mantinha divergências com a Rússia e a Prússia por causa das Partilhas da Polónia. E foi um levantamento nacional na Polónia, em 1794, que levou a Rússia a abandonar a Coligação. Sendo este um assunto que preocupava a Prússia, as promessas deste reino para a proporcionar ajuda militar nos Países Baixos Austríacos mostrou não ter valor pois era a Leste que mantinha a maior parte do seu exército. O esforço de guerra ficou concentrado nos Austríacos com o apoio da força expedicionária britânica e outros Estados de menor dimensão (Hessen-Cassel, Hanôver, Saxónia).
Durante o ano de 1794, os Franceses alcançam vitórias importantes, tanto nos Países Baixos como nos Pirenéus. No ano seguinte, ocupam as Províncias Unidas (Holanda). Os seus inimigos começavam a acusar o cansaço de uma guerra que se prolongava mais que o previsto. A Prússia, com graves problemas financeiros e temendo que Catarina II ocupasse o que restava da Polónia, o que a preocupava mais que a expansão francesa, fez a paz com a França em Março de 1795 e assinou o Tratado de Basileia de 5 de Abril desse ano. A guerra contra a Revolução tinha sido transformada de forma a que os objectivos eram os ganhos e perdas territoriais. Em Janeiro de 1795, a Terceira Partilha da Polónia assegurava ganhos territoriais à Rússia, Prússia e Áustria. Além disto estas três potências concluíram acordos secretos segundo os quais, se a Áustria não conseguisse recuperar os Países Baixos, receberia a Baviera como compensação ou os territórios da República de Veneza. Além disso, a Áustria e a Rússia reafirmaram a intenção de, sob condições mais favoráveis, dividirem os territórios europeus do Império Otomano, tal como já tinham acordado em 1782.
Depois da Prússia, outros Estados alemães seguiram o mesmo caminho. A 22 de Junho era assinado o Tratado de Basileia entre a França e a  Espanha, surpreendendo Portugal, "o que nos viria a criar a paradoxal situação de permanecermos, para efeitos jurídico políticos, em estado de guerra com a França", isto é, exactamente o que a nossa diplomacia tinha procurado evitar. Mais grave, em 1796, a Espanha não estava apenas em paz com a França mas tornava-se sua aliada.
A Grã-Bretanha e a Áustria tinham razões para continuar a guerra contra a França. Depois de criada a República Batava, aliada da França, os Franceses podiam consolidar as suas posições na Bélgica. Continuaram também em guerra, o Reino da Sardenha e alguns Estados italianos. A Grã-Bretanha mantinha a supremacia marítima e a França não podia atacá-la directamente. Assim, os Franceses canalizaram o seu esforço militar contra a Áustria. Carnot elaborou um plano para derrotar a Áustria. Dois exércitos, no Reno e no Danúbio, lançariam uma ofensiva a Norte. Na Itália, sob o comando de Napoleão Bonaparte, seria lançada uma ofensiva de diversão, destinada a dividir as forças austríacas e a permitir a vitória a Norte. No fim, o plano de Carnot fracassou na Alemanha e teve sucesso em Itália.
Em 1796, o Reino da Sardenha foi obrigado a aceitar a paz com a França. Pelo Tratado de Paris, assinado nesse ano, a França adquiria o direito de fazer passar as suas tropas pelo Piemonte. As derrotas sofridas pelas forças austríacas forçaram igualmente a um acordo com a França. O armistício, proposto por Bonaparte ao Arquiduque Carlos, foi assinado a 7 de Abril de 1797. Os preliminares do tratado de paz foram assinados em Loeben, a 16 de Abril e a 17 de Outubro foi assinado o Tratado de Campo Formio, entre a Áustria e a França. Este foi o último golpe na Coligação. Restava a Grã-Bretanha.
A Inglaterra continuou em guerra com a França. Houve algumas tentativas de negociação da paz que, aliás, já tinham sido iniciadas em Novembro de 1796. O Governo Britânico iniciou estas conversações tendo em atenção a degradação da situação económica e o perigo de um desembarque francês na Irlanda. Em 1797, a Marinha Britânica sofreu uma série de amotinações provocadas pela dureza das condições de vida das tripulações. Estes factos obrigaram o Governo Britânico a prolongar as negociações mas, no final de 1797, não tinham chegado a qualquer acordo.

## Consequências da Guerra da Primeira Coligação
O mapa político da Europa sofreu importantes alterações. A Bélgica tornou-se parte da França e a Áustria foi obrigada a reconhecer a República Cisalpina, no norte de Itália. Por seu lado, a Áustria recebeu, como compensação pelas suas perdas, os territórios que ainda pertenciam à República de Veneza. Entre Basileia e Aldernach, a margem esquerda do Reno ficou na posse dos Franceses.
Após a derrota da Áustria, a guerra continuou entre a França e a Inglaterra. Napoleão foi colocado no comando do Exército de Inglaterra, reunido em Dunquerque, tendo em vista a invasão das Ilhas Britânicas mas, atendendo ao facto de os Ingleses dominarem os mares, o que tornava improvável o sucesso da travessia do Canal da Mancha, Napoleão propôs ao Directório, em Fevereiro de 1798, o abandono deste projecto e a adopção de outro, uma expedição ao Egipto que, com sucesso, daria aos Franceses uma base para expulsar os Ingleses da Índia.
Libertos dos encargos contra as forças da Primeira Coligação, os Franceses não suspenderam a sua expansão na Europa. Em Fevereiro de 1798, ocuparam Roma, capturaram o Papa e estabeleceram a República Romana. Em Abril desse mesmo ano, estabeleceram a República Helvética.

## Factores da vitória francesa
Os factores que conduzem a um determinado acontecimento histórico são sempre muito complexos e, dificilmente poderão ser exaustivamente enunciados. No entanto, vale a pena mencionar, de forma muito sumária, os factores que, no entender de Richard Ernest Dupuy e Trevor Nevitt Dupuy contribuíram para a vitória francesa:
- As grandes alterações sociais e políticas proporcionadas pela Revolução Francesa, que permitiram a concepção e execução da levée en masse que permitiu colocar uma população em armas, em defesa da República;
- O fervor revolucionário que inspirou e foi a verdadeira força anímica das fileiras francesas e que não pode ser ultrapassado pelos exércitos conservadores profissionais, com melhor treino e uma disciplina muito superior;
- A revolução industrial, embora na sua fase inicial, já permitiu desviar muita mão de obra para os exércitos;
- A organização do exército, em grande parte obra de Lazare Carnot;
- O génio táctico e estratégico de Napoleão Bonaparte, revelado na sua Primeira Campanha de Itália.

## Portugal na Primeira Coligação

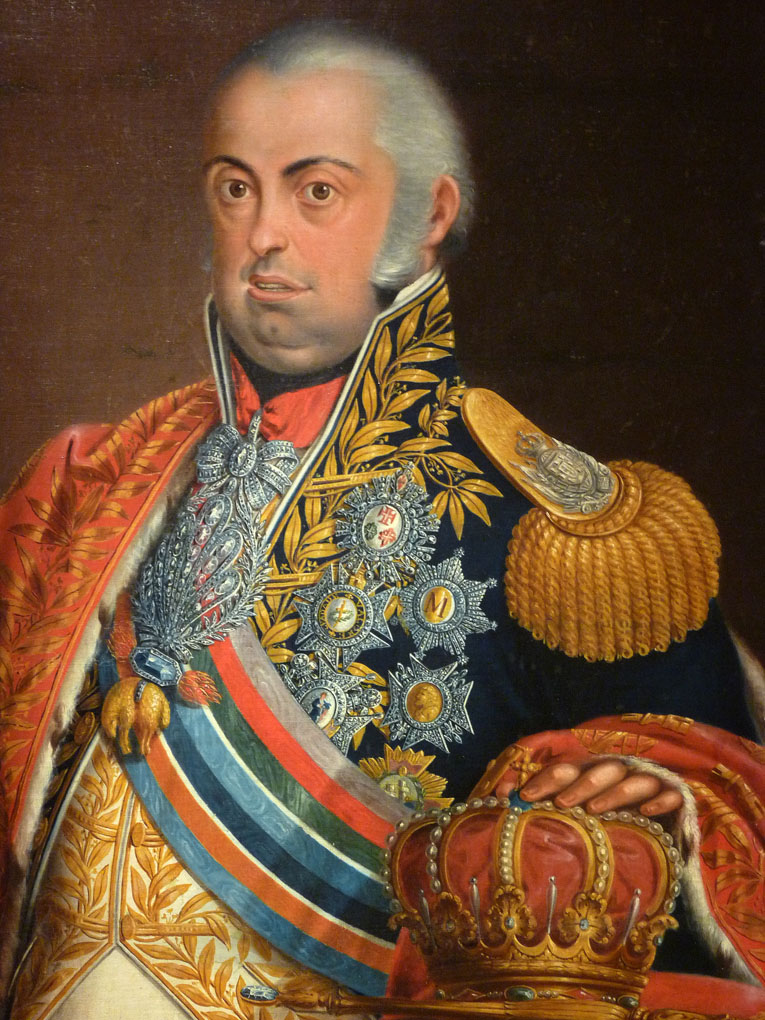
D. João VI por José Leandro de Carvalho (1750 — 1834. Na época em que se dão estes acontecimentos, D. João governa em nome de sua mãe, a rainha D. Maria I, desde 10 de Fevereiro de 1792

Em Portugal as notícias da  Revolução Francesa foram acolhidas com alguma expectativa, mas não com repúdio. A situação só começou a alterar-se após os acontecimentos da fuga de Luís XVI e daí por diante até à sua execução. Depois deste acontecimento, a guerra na Europa parecia inevitável e Portugal, entre o Atlântico e a Espanha, tinha que acautelar os seus interesses. Por um lado, tinha de assegurar a as linhas de comunicações do Império e, para isso, necessitava de se manter em bom relacionamento com a potência que dominava os mares, a Inglaterra. Por outro lado, necessitava da não hostilidade da Espanha para preservar a sua independência.
O mais poderoso rival da Espanha nos seus objectivos comerciais era a Inglaterra. Pelo Tratado de Paris, de fevereiro de 1763, a Espanha teve de fazer importantes concessões à Inglaterra e até a sua única conquista durante a Guerra dos Sete Anos, a colónia de Sacramento, teve de ser devolvida a Portugal. Por isso, Carlos III não resistiu a interferir na Guerra da Independência Americana e, em abril de 1779, assinou um tratado secreto com a França. O tratado previa que, obtida a vitória, a Espanha recuperaria Gibraltar. Nesta guerra, a Espanha reconquistou a Florida, ocupou as posições britânicas nas Bahamas e expulsou os Ingleses de Belize. Na Europa, pôs cerco a Gibraltar mas não obteve sucesso pois não tinha capacidade para bloquear a posição pelo mar. No entanto, em fevereiro de 1782, recuperou Minorca que se encontrava em mãos inglesas. Seria difícil encontrar interesses coincidentes entre a Espanha e a Inglaterra.
A Portugal interessava manter a neutralidade e, simultaneamente, não se afastar daquelas duas potências que tinham como único objectivo comum conter a Revolução Francesa. Luís Pinto de Sousa Coutinho, ministro dos estrangeiros português, propôs constituir uma tríplice aliança com a Grã-Bretanha e a Espanha. Desta forma evitava que Portugal ficasse isolado quando os interesses das três potências deixassem de coincidir. Colocado entre o Atlântico, onde se definia o papel da Grã-Bretanha, e o continente, onde a única fronteira era com a Espanha, dificilmente se verificaria a convergência de interesses. A solução encontrada foi a de obter acordos com a Espanha onde não obrigasse a uma discordância com a Grã-Bretanha. Mas uma unidade de acção com a Espanha envolvia ainda o risco de subalternização de Portugal relativamente à potência continental. A situação de Portugal era, assim, precária e podia tornar-se mais perigosa se a Espanha se colocasse ao lado da França. A execução de Luís XVI levou Carlos IV de Espanha a chamar o seu embaixador em Paris. Esta atitude valeu-lhe a declaração de guerra da Convenção (18 de março de 1793). A Espanha entrou assim na Primeira Coligação.
Desta forma, para Portugal, era preciso garantir a convergência com a Espanha não colocando nunca em perigo a aliança com a Grã-Bretanha. Portugal assinou separadamente, com aquelas potências tratados de assistência mútua. Assinou com a Espanha, em Madrid, a 15 de julho de 1793, e com a Grã-Bretanha, em Londres, a 26 de setembro desse mesmo ano. Portugal não se juntava à Coligação mas auxiliava estas duas potências beligerantes: Espanha e Grã-Bretanha; assumia assim o estatuto de potência auxiliar. Formalmente, mantinha a sua situação de neutralidade. De acordo com as regras da diplomacia da época, esta era uma atitude legítima que foi reconhecida pelas outras potências europeias.
Foi neste âmbito que Portugal enviou para a Catalunha uma força com cerca de 5 mil homens, o "Exército Auxiliar à Coroa de Espanha" sob o comando do Marechal de Campo John Forbes Skellater. Esta força iniciou a viagem por mar a 19 de setembro de 1793 e iniciou o desembarque no porto de Rosas, na Catalunha, a 9 de novembro. Tinha início, para as tropas portuguesas, a Campanha do Rossilhão.